# Thérain
Pour les articles homonymes, voir Thérain (homonymie).
Le Thérain est une rivière française du bassin de la Seine. Il s’agit d’un affluent de rive droite de l'Oise qui coule dans les départements de Seine-Maritime et de l'Oise (régions Normandie et Hauts-de-France).

## Étymologie
Le Thérain est cité dans de vieux documents sous les noms de Thérin, Tharyn (en 1269), Thara, Tara (en 988) et est aussi nommé « rivière de Trace » (Tracia).

## Géographie

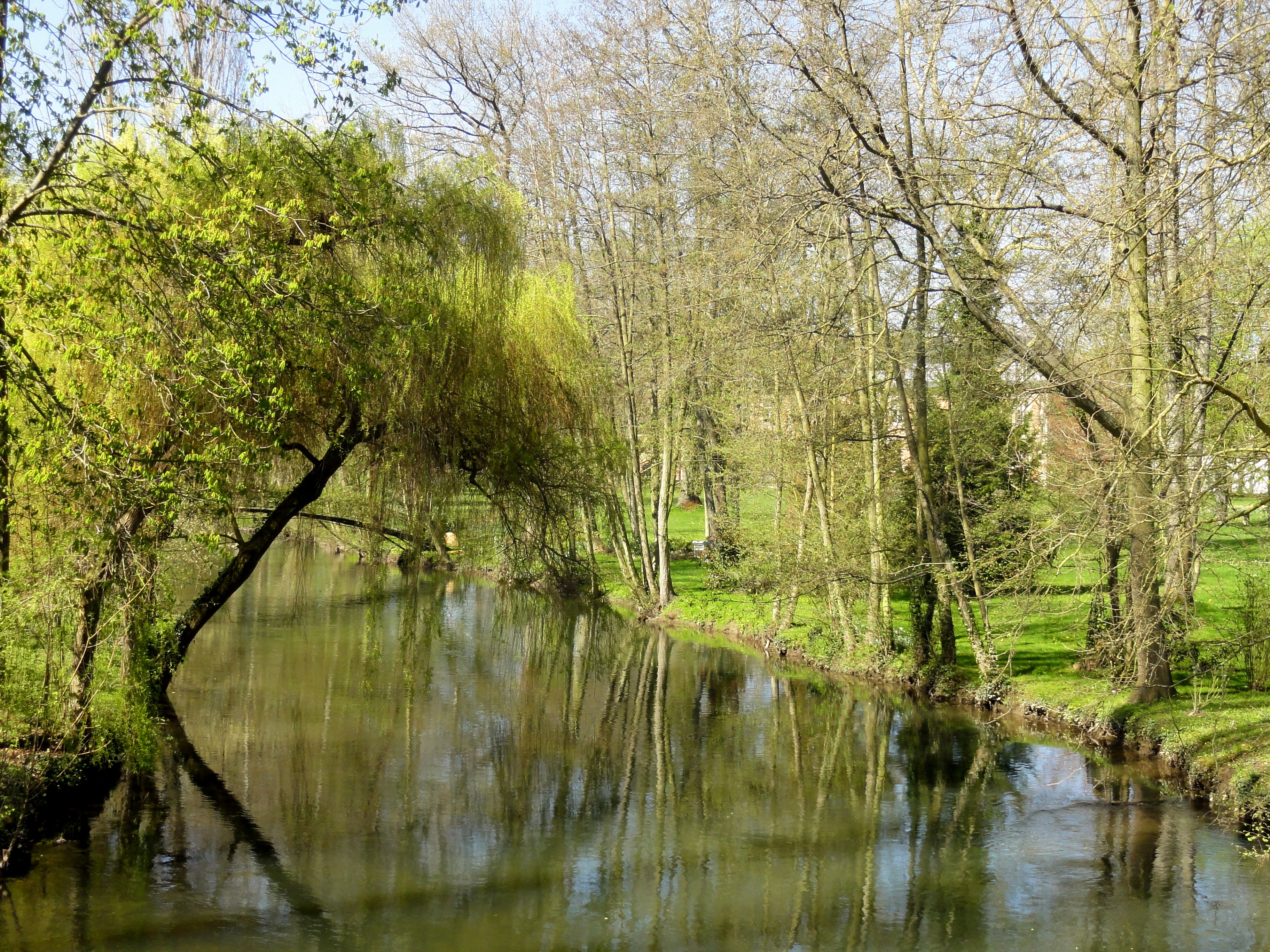
Le Thérain à Bailleul-sur-Thérain.

D'une longueur de 94,3 km, le Thérain prend sa source dans le pays de Bray, entre Gaillefontaine, Haucourt et Grumesnil en Seine-Maritime à 175 mètres d'altitude, près du lieu-dit Mondeville.
Son cours, assez rectiligne, se dirige vers le sud-est et passe par Beauvais, préfecture de l’Oise, rejoint l'Oise à Creil ; géographiquement sa vallée constitue le Bray picard.
En amont, la rivière coule dans une ébauche de dépression monoclinale du revers nord du pays de Bray, puis, après Songeons, suit un synclinal jusqu'à sa confluence avec l'Oise (rive droite) en aval de Creil. Sa vallée, parallèle au pays de Bray, amène humidité et verdure dans l'aride plateau picard.
Sa vallée est industrialisée et peuplée. Elle sépare le pays de Thelle au sud, du Beauvaisis au nord.
Sa confluence avec l'Oise se situe en face de Creil, après Montataire, à Saint-Leu-d'Esserent, à 26 mètres d'altitude juste au bout de l'écluse de Creil.

### Communes et cantons traversés
Dans les deux départements de la Seine-Maritime et de l'Oise, le Thérain traverse quarante-trois communes et six nouveaux cantons :
- dans le sens amont vers aval :
  - dans la Seine-Maritime :

Gaillefontaine (source SANDRE), Haucourt, Grumesnil (source Géoportail),
- - dans l'Oise :

Canny-sur-Thérain, Saint-Samson-la-Poterie, Héricourt-sur-Thérain, Fontenay-Torcy, Sully, Escames, Songeons, Lachapelle-sous-Gerberoy, Vrocourt, Martincourt, Crillon, Haucourt, Bonnières, Milly-sur-Thérain, Herchies, Troissereux, Fouquenies, Beauvais, Allonne, Therdonne, Warluis, Rochy-Condé, Montreuil-sur-Thérain, Bailleul-sur-Thérain, Villers-Saint-Sépulcre, Hermes, Heilles, Saint-Félix, Hondainville, Angy, Mouy, Bury, Balagny-sur-Thérain, Cires-lès-Mello, Mello, Maysel, Saint-Vaast-lès-Mello, Cramoisy, Montataire, Saint-Leu-d'Esserent (embouchure).
En termes de cantons, le Thérain prend source dans le canton de Gournay-en-Bray, traverse les cantons de Grandvilliers, Beauvais-1, Beauvais-2, Mouy et Chaumont-en-Vexin et conflue dans le canton de Montataire, ceci dans les arrondissements de Dieppe, de Beauvais, de Clermont et de Senlis, dans les intercommunalités Communauté de communes des Quatre Rivières, Communauté de communes de la Picardie verte, Communauté d'agglomération du Beauvaisis, Communauté de communes Thelloise.

### Toponymes

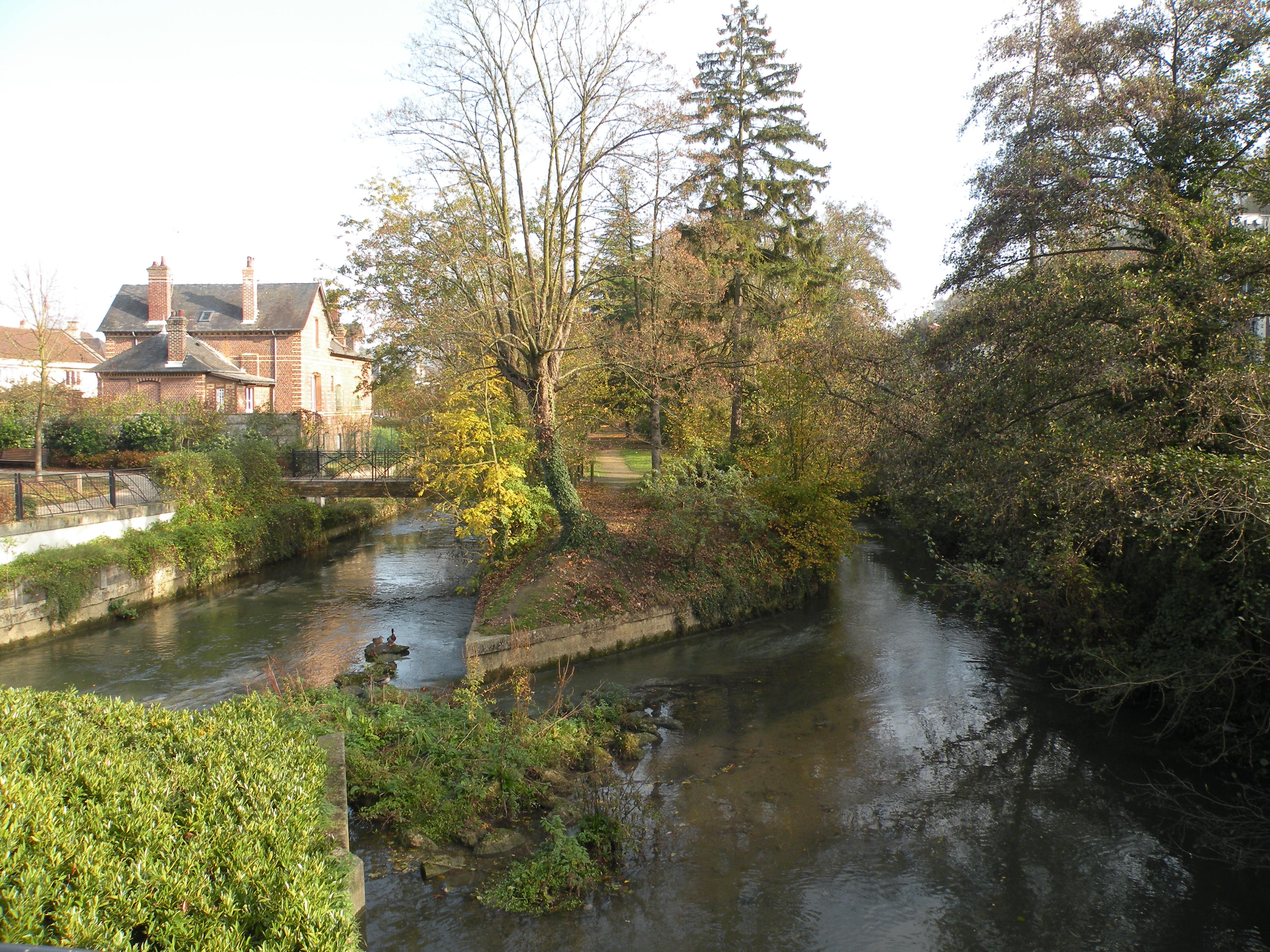
Le parc Fernand-Watteeuw à Beauvais.

Le Thérain a donné son hydronyme aux six communes suivantes de Bailleul-sur-Thérain, Balagny-sur-Thérain, Canny-sur-Thérain, Héricourt-sur-Thérain, Milly-sur-Thérain, Montreuil-sur-Thérain.

### Bassin versant

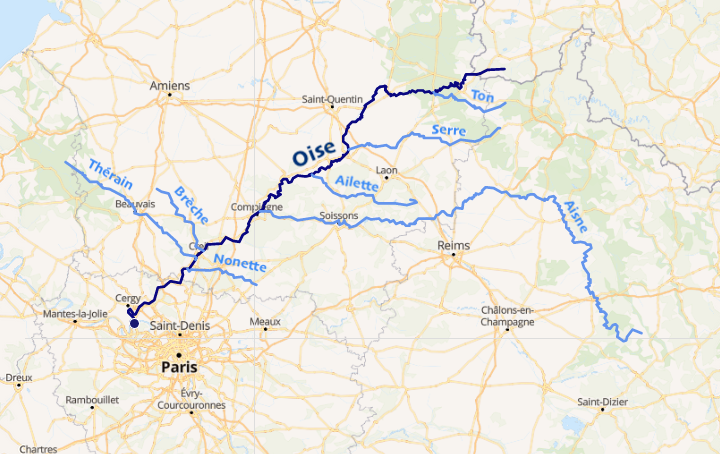
Positionnement du Thérain, à l’ouest, en rive droite dans le bassin de l'Oise, près de la confluence de l’Oise avec la Seine.

### Organisme gestionnaire
L'organisme gestionnaire est le Syndicat des Intercommunalités de la Vallée du Thérain (SIVT), sis à Bresles,.

## Affluents
Le Thérain à trente-cinq tronçons affluents référencés. Son principal affluent est l'Avelon (rd), 23 km confluant dans la rivière de Saint-Just 3 km, un bras droit sortant Plan d'eau du Canada comme la rivière de Saint-Quentin, aussi bras droit de 3 km.
Quatre affluents font plus de dix kilomètres de longueur :
- le Petit Thérain (rg[note 2]), 21 km, et de rang de Strahler deux ;
- le ruisseau de Cires (rd[note 2]), 14 km, conflue à Cires-lès-Mello, et de rang de Strahler deux ;
- le fossé d'Orgueil (rd), 12 km, et de rang de Strahler deux ;
- le ru de Berneuil (rd), 12 km, et de rang de Strahler trois.

Onze autres affluents font entre cinq et dix kilomètres de longueur : 
- la Liovette (rg), 9 km, sans affluent et donc de rang de Strahler un ;
- le Sillet (rd), 8 km, et de rang de Strahler trois ;
- le Moineau (rg), 6 km, avec un affluent et de rang de Strahler deux ;
- le ru de Lombardie (rg), 6 km, avec un affluent et de rang de Strahler deux ;
- la Trye (rg), 5 km, avec deux affluents et de rang de Strahler deux ;
- la Laversines, 5 km, avec un affluent et de rang de Strahler deux ;
- le ruisseau de Flandre (rg), 5 km, sans affluent et donc de rang de Strahler un ;
- le cours d'eau 01 de la vallée de Lhéraule, 5 km, sans affluent et donc de rang de Strahler un ;
- le ruisseau de Wambez (rd), 5 km, avec un affluent et donc de rang de Strahler deux ;
- le ruisseau d'Hanvoile (rd), 5 km, avec un affluent et donc de rang de Strahler deux ;

- le Tahier (rd), 5 km, sans affluent et donc de rang de Strahler un.

Les autres affluents sont tous de rang de Strahler un et de moins de quatre kilomètres de longueur, et seuls cinq d’entre eux ne s'appellent pas "cours d d'Eau 0..." : le Wage (rg) 3 km ; le ru de la Maladrerie (rg), 2 km ; le ruisseau d'Hardouin (rd), 2 km ; le fossé des Près des Forges (rd), 1 km ; le fossé 01 de la commune de Hermes (rg), 1 km.

### Rang de Strahler
On déduit de la liste des affluents du Thérain que son rang de Strahler est de quatre par le ru de Berneuil ou le Sillet.

## Hydrologie
À l'instar de quelques rivières de l'ouest du bassin de la Seine, le Thérain est une rivière remarquablement régulière. Le Thérain a été observé aux deux stations :
- H7702010, le Thérain à Bonnières (bassin versant de 202 km2)[7] ;
- H7742010, le Thérain à Beauvais  (bassin versant de 747 km2)[8],

pour des bassins versants partiels.
Son régime hydrologique est dit pluvial océanique.
Toutefois, comme conséquence du réchauffement climatique et de la survenue d’orages violents peu mobiles, des crues très violentes peuvent être observées, comme en juin 2021 à Beauvais.

### Le Thérain à Maysel
Son débit a été observé depuis le 1er janvier 1948 , à Maysel, à 33 m d'altitude, localité du département de l'Oise située à quelques kilomètres de son débouché dans l'Oise. À cet endroit, le bassin versant de la rivière est de 1 200 km2 soit 98,5 % du bassin total 1 218 km2.
Le module de la rivière à Maysel est de 7,76 m3/s.

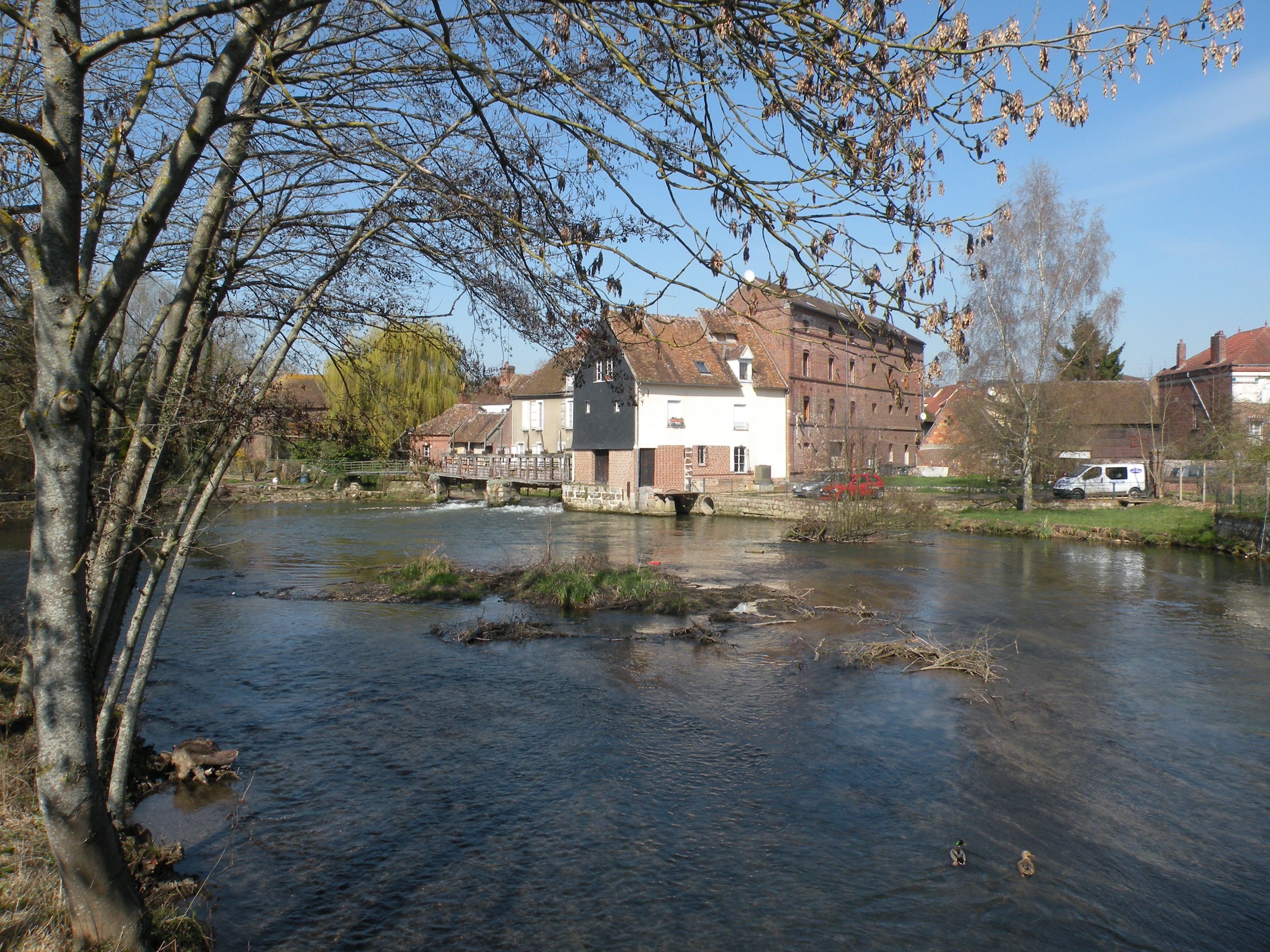
Moulin à Therdonne sur le Thérain.

Le Thérain présente des fluctuations saisonnières de débit très peu importantes, avec des hautes eaux d'hiver-printemps portant le débit mensuel moyen au niveau de 8,78 à 10,6 m3/s, de décembre à début mai inclus (avec un maximum en janvier-février), et des basses eaux d'été de juillet à octobre, avec une légère baisse du débit moyen mensuel allant jusqu'à 5,34 m3/s au mois d'août.

### Étiage ou basses-eaux
Le VCN3 ou débit d'étiage peut chuter jusque 3,1 m3/s en cas de période quinquennale sèche, ce qui reste très confortable.

### Crues
Les crues sont peu importantes. Ainsi le débit instantané maximal enregistré a été de 35,9 m3/s le 29 mars 2001, tandis que la valeur journalière maximale était de 35,6 m3/s le même jour. La hauteur maximale instantanée est à 158 cm ou 1,58 m le même 29 mars 2001,.
Les QIX 2 et QIX 5 valent respectivement 18 et 22 m3/s. Le QIX 10 est de 25 m3/s, le QIX 20 de 28 m3/s et le QIX 50 de 32 m3/s. le QIX 100 n'a pas encore pu être calculé vu la période d'observation de soixante-treize ans. D'où il ressort que les crues de mars 2001 étaient exceptionnelles et type centennales.

### Lame d'eau et débit spécifique
Le Thérain est une rivière petite mais régulière et relativement abondante, bien alimentée par des précipitations régulières. La lame d'eau écoulée dans son bassin versant est de 204 millimètres annuellement, ce qui est modéré, inférieur à la moyenne d'ensemble de la France. Le débit spécifique (ou Qsp) se monte à 6,5 litres par seconde et par kilomètre carré de bassin.

## Histoire industrielle
Le Thérain a une histoire industrielle importante et a hébergé l'usine sidérurgique de Montataire. Son cours a été aménagé dès le XVIIIe siècle. L'industriel anglais Taylor établit dans l'ancien moulin à blé Daden, au bord de la rivière Thérain, quelques années avant 1789, une poterie puis en 1791, une papeterie y est à son tour installée. L'ancêtre de l'usine sidérurgique de Montataire voit le jour dès le début du XIXe siècle.

## Aménagements et écologie

### ZNIEFF's
Plusieurs ZNIEFF existent sur la vallée du Thérain dont : 
- vallées du Thérain et du Petit Thérain en amont de Troissereux, ZNIEFF 220420016 de 9 423 hectares sur trente-neuf communes[10] ;

- étangs et milieux alluviaux du Thérain à Saint-Félix ZNIEFF 220005069 de 109 hectares sur les deux communes de Hondainville et Saint-Félix[11] ;

- cours des rivières Thérain en amont d'Herchies, et des rus de l'Herboval et de l'Herperie ZNIEFF 220420017 de 136 hectares sur vingt-huit communes[12].

## Galerie

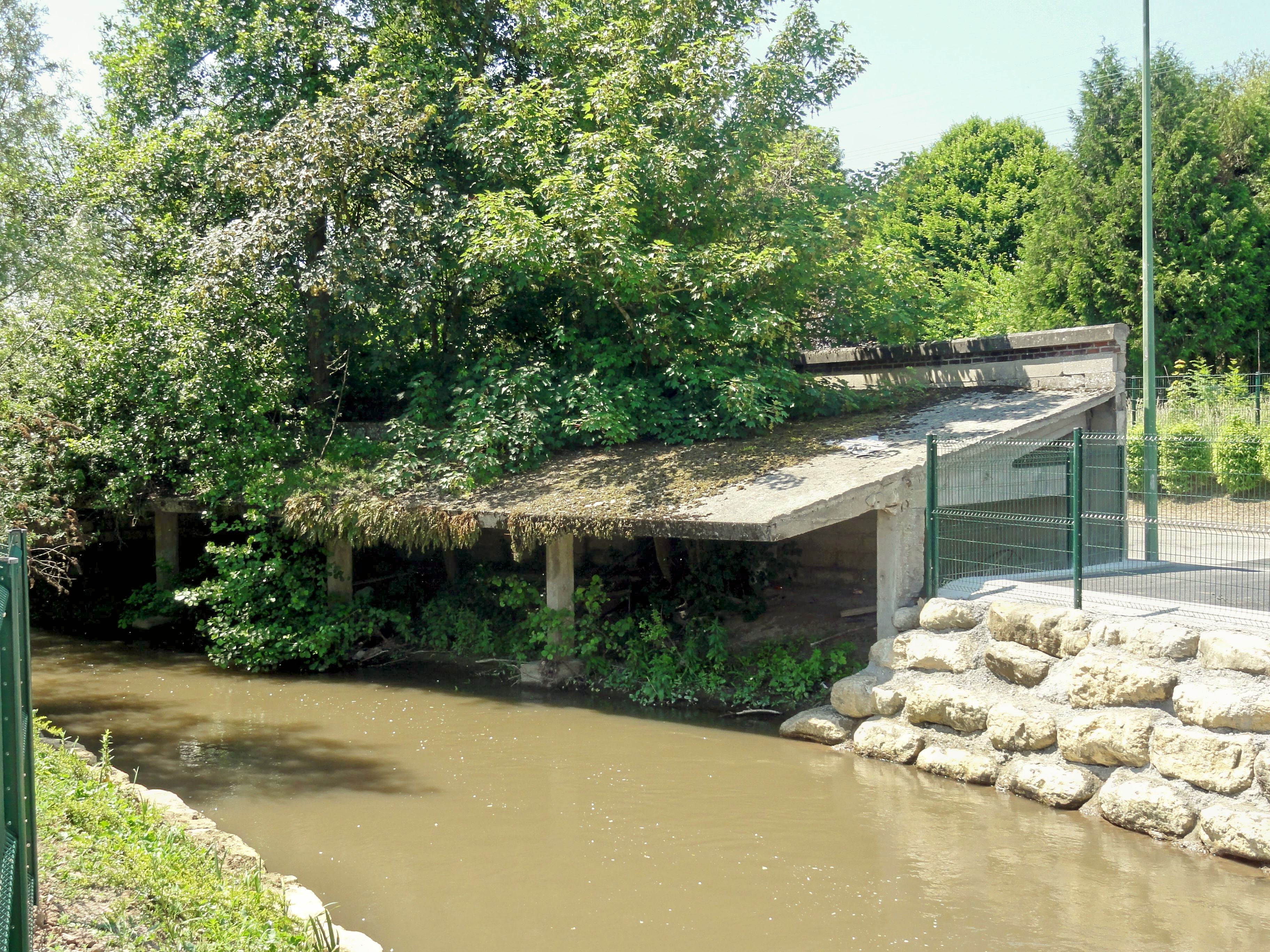
Lavoir rue des Usines sur le Thérain à Cires-lès-Mello.
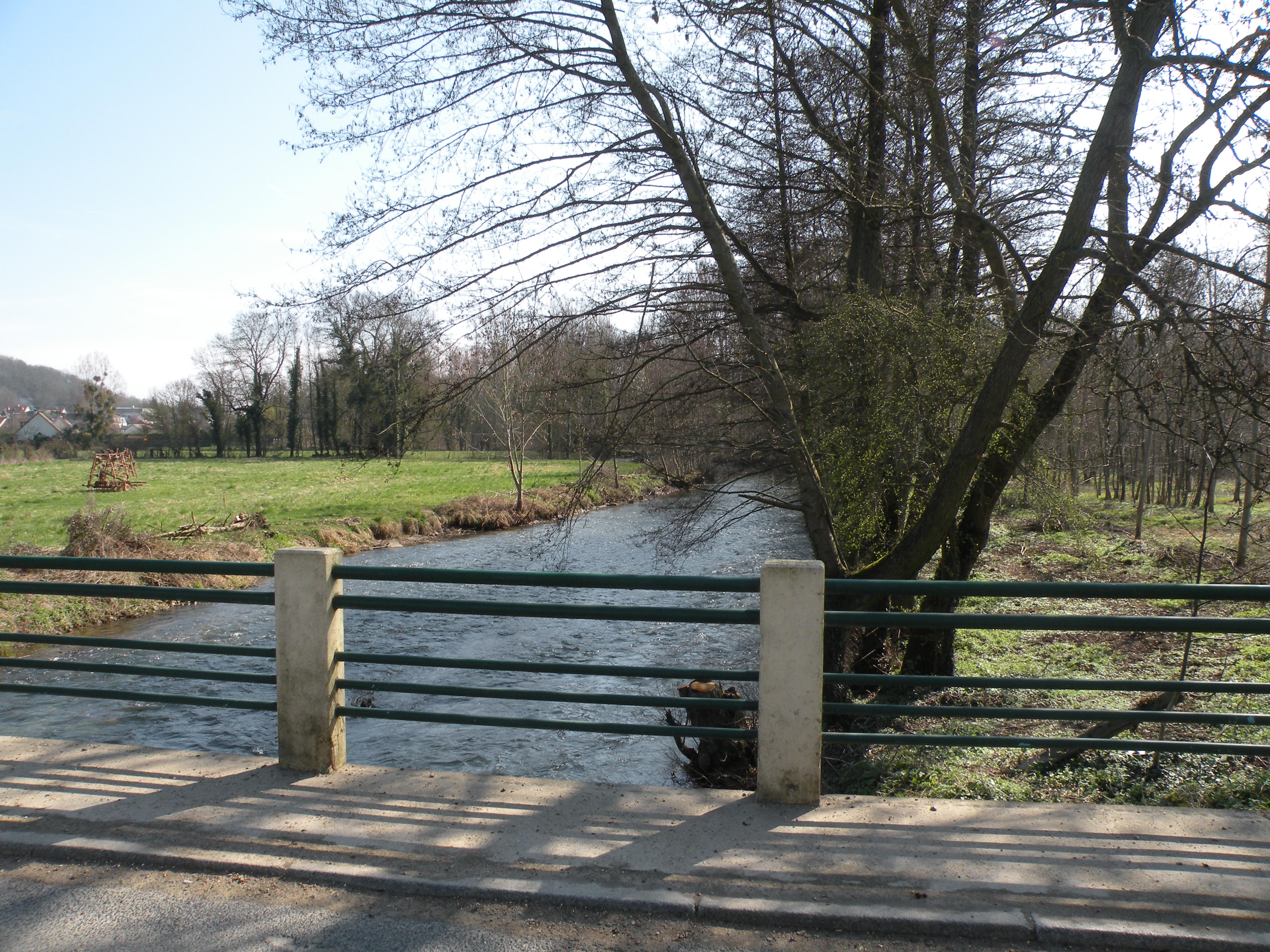
Le Thérain à Therdonne.
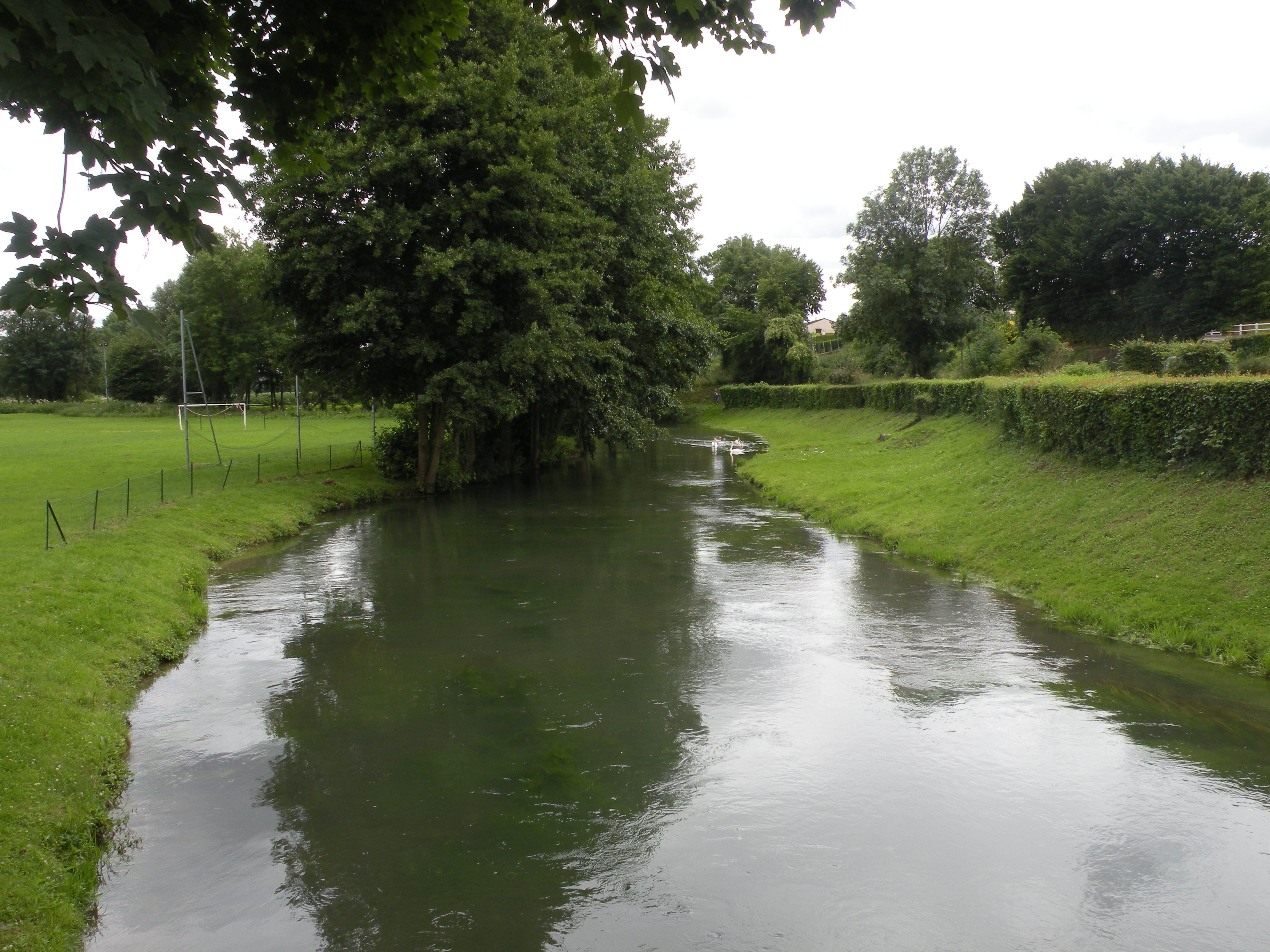
Le Thérain à Fouquenies.
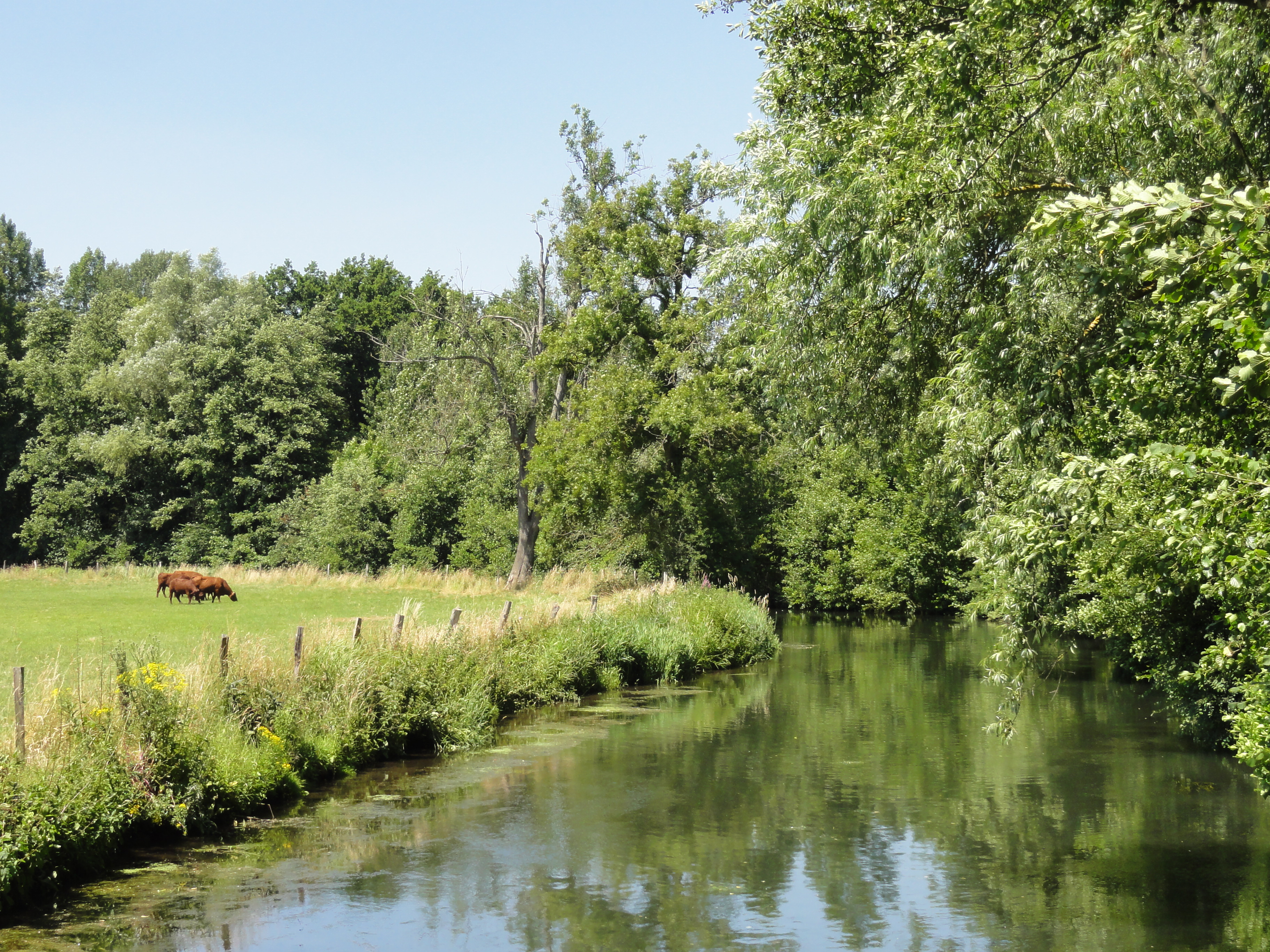
Bord du Thérain au nord de la commune de Heilles.
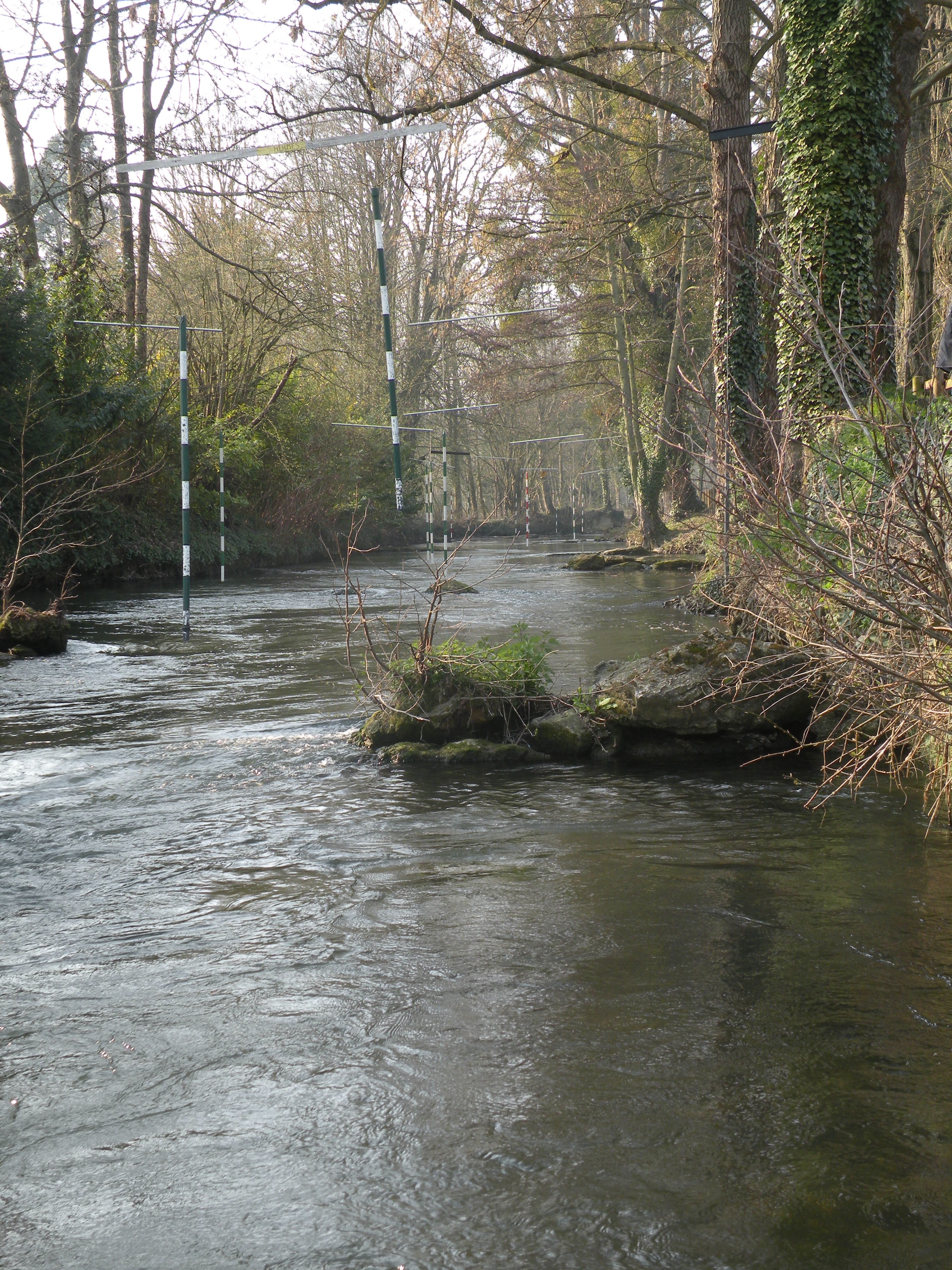
Le Thérain à Hermes.
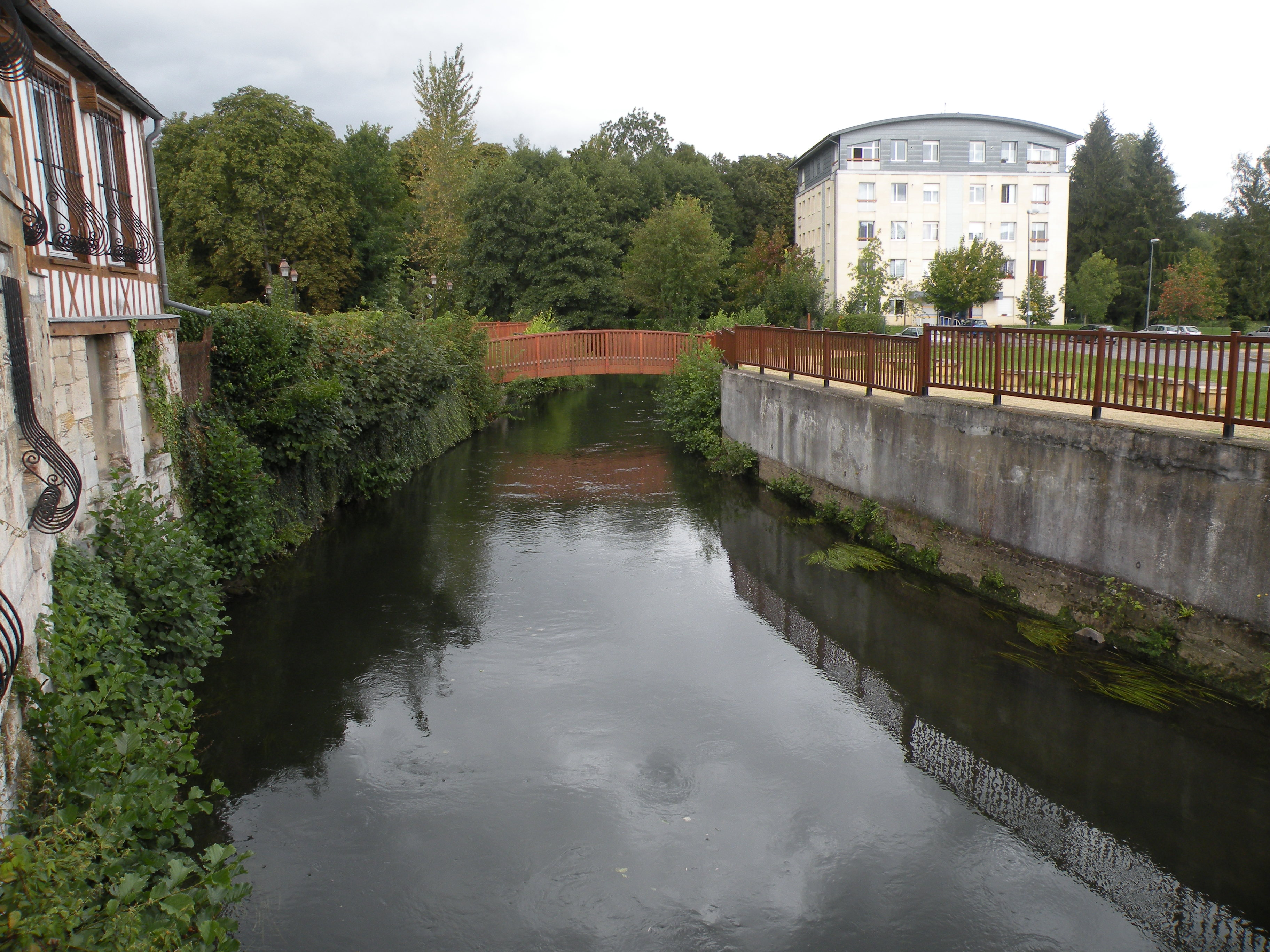
Le Thérain à Mouy.